# Александр Вендт
Александр Вендт (нар. 12 червня 1958, Майнц, Німеччина) — політичний науковець і один з головних дослідників соціального конструктивізму у галузі міжнародних відносин.

## Біографія
Александр Вендт народився в 1958 році в Майнці, Західна Німеччина. Навчався в середній школі в Сент-Пол, штат Міннесота і вивчав політичні науки і філософію в Макалестерському коледжі, перш ніж отримати ступінь доктора філософії з політології в Міннесотському університеті в 1989 році. Його науковим керівником був Реймон Дюваль. Вендт викладав в Єльському університеті з 1989 по 1997 рік, в Дартмутського коледжі з 1997 по 1999 р., в Чиказькому університеті з 1999 по 2004 рік, і на даний час є професором міжнародної безпеки в Університеті штату Огайо. Він одружений з Дженніфер Мітцен, також є членом політологічного факультету Університету штату Огайо. На даний час він працює над двома проектами: аргументи на користь неминучості світової держави, і дослідження можливих наслідків квантової механіки для соціальної науки.

## Соціальна теорія міжнародної політики
Найбільш широко цитованою роботою Вендта на сьогоднішній день є соціальна теорія міжнародної політики (преса Кембриджського університету, 1999 р.), яка спирається і виходить за рамки його статті «Анархія це те, що з неї роблять держави» (1992 р.). Соціальна теорія міжнародної політики є відповіддю на працю Кеннета Уолтца «Теорія міжнародної політики» (1979 р.), канонічного тексту неореалістичного школи.

## Квантовий розум і суспільні науки
Книга Вендта Квантовий Розум і Суспільні науки (преса Кембриджського університету, 2015 р.)розглядає перетин між квантовою фізикою і суспільними науками. Він виступає за панпсихізм і квантову свідомість з точки зору неспеціаліста. 

### Редакторська діяльність
Вендт є співредактором журналу «Міжнародна Теорія».